# Luciano Jáuregui
Luciano Adolfo Jáuregui (31 de mayo de 1926 - 20 de junio de 2007) fue un militar argentino que alcanzó el grado de General de División. Durante la dictadura cìívco militar eclesiástica llamada Proceso de Reorganización Nacional (1976-1983) desempeñó altos cargos, entre ellos comandante del II Cuerpo de Ejército, con sede en Rosario entre 1979 y 1980. Fue indultado por el presidente Carlos Menem en 1989. En 2005 la justicia declaró inconstitucional el indulto y fue procesado por delitos de lesa humanidad cometidos en los centros clandestinos de detención de la ex Fábrica Militar "Domingo Matheu" y Quinta de Funes.